# Zerdab (quận)
Zerdab (tiếng Azerbaijan:Zərdab) là một quận thuộc Azerbaijan. Dân số thời điểm năm 2012 là 46091 người.